# Església parroquial de Santa Maria (Santa Coloma de Queralt)

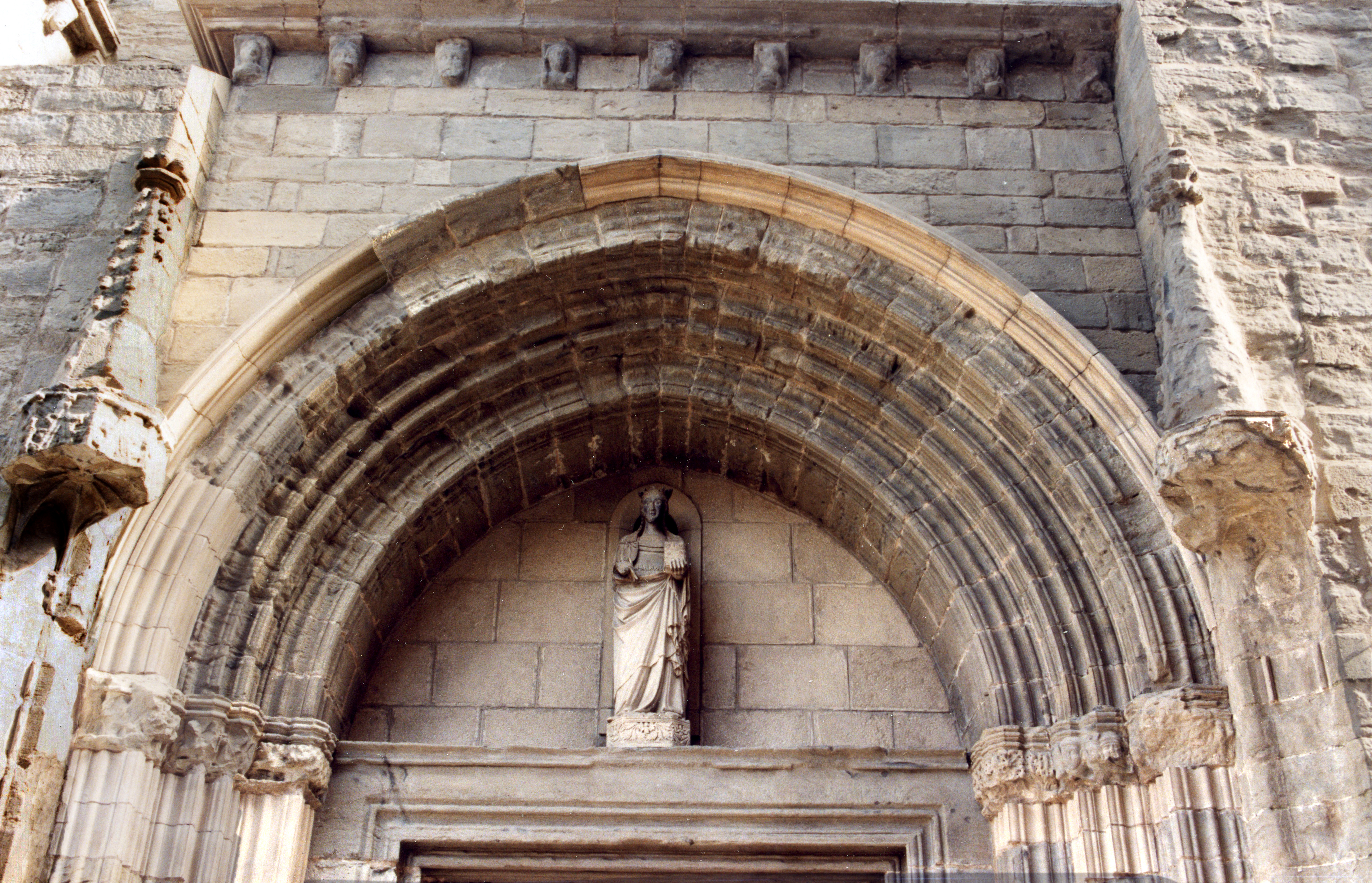
Portalada de l'església, presidida per la imatge de santa Coloma

L'Església parroquial de Santa Maria és un edifici del municipi de Santa Coloma de Queralt inclosa en l'Inventari del Patrimoni Arquitectònic de Catalunya.
Es tracta d'una església d'una sola nau amb presbiteri poligonal i capelles obertes entre els contraforts, de planta rectangular les de la capçalera, quadrades la resta. La volta de creueria s'estructura en tres trams. Pel que fa a les obertures, cal indicar que són poc visibles des de l'exterior. L'edifici està completament integrat en l'espai urbà i les cases del poble van bastir-se a tocar del presbiteri. Davant el presbiteri hi reposen les restes del bisbe Josep Ninot. La parroquial també custodia les relíquies de santa Coloma, provinents de Saint-Denis-les Sèns, que van arribar a la Vila el 8 de desembre de 1409. A les capelles obertes a la façana sud es realitzaren reformes tardanament.
En una capella lateral s'hi conserva el retaule de Sant Llorenç, gòtic, atribuït a Jordi de Déu.

## Portalada
La portalada d'accés a l'església originària s'obre a la façana nord atès que el mur sud s'integra en el recinte emmurallat. Segons el doctor Eduard Junyent, data de 1577. És formada per arquivoltes apuntades i brancals amb motllures. Els brancals acaben en un capitell corregut per banda sobre els quals reposa la llinda. Malgrat presentar fortes mutilacions - possiblement degudes a la construcció d'un cancell exterior- s'hi poden apreciar motius decoratius vegetals i fantàstics (caps humans i de monstres). Més a l'exterior, entre una peanya i un dosser que les cobria, hi havia les imatges de sant Pere i sant Pau. L'angle interior de la porta d'entrada, sota la llinda, és decorat amb dos caps, un masculí i l'altre femení, que la tradició popular ha atribuït a la representació dels senyors de Santa Coloma, tot i ser un motiu decoratiu freqüent tant en l'art gòtic com en el romànic.
Sobre la llinda va ser instal·lada una imatge de Santa Coloma, obra de Guillem Ginebrer, que possiblement procedeix de l'antic retaule major. De pedra negra, mesura aproximadament 130 cm d'alçada, i està compresa dins l'espai que forma l'ogiva de l'arc. Està resolta amb gran naturalisme, sobretot en la indumentària de plecs complexos. Amb la mà esquerra sosté el llibre i amb la dreta aguantava la palma, avui desapareguda. La santa porta corona i el cabell recollit amb dues trenes que reposen sobre la capa. El mateix bloc de pedra en el que s'esculpí la figura, presenta un podi, d'estructura octogonal, decorat amb elements vegetals estilitzats.

## Torre campanar
La construcció és de base, tot i que la paret nord és bastida sobre una sòlida arcada que s'obre vers l'interior de l'església. El material constructiu emprat a la totalitat de l'edifici és la pedra. Tallada regularment apareix col·locada en el mur a la manera "isodoma". És una estructura quadrangular de deu metres de costat, que s'eixampla lleugerament a la base, i 40 metres fins a la balustrada superior. En el quart tram hi ha l'accés a les campanes, que són situades en dobles finestrals gòtics, acabats amb decoració tardana. La plataforma superior, que dona accés a les campanes del rellotge, és rematada en els quatre extrems per quatre gàrgoles en diagonal que representen quatre animals.
La torre campanar va ser construïda adossada al darrer tram de la nau va iniciar-se a finals del segle xvi i no s'acabà fins a 1649, responsabilitzant-se'n des de 1622 el mestre de cases de Santa Coloma Magí Pijoan. El 1791, el mestre de cases colomí Joan Torroella va ser contractat per canviar els quatre capitells dels arcs de volta del campanar, refer la campana amb barres de ferro, i tornar a enllosar per tal que l'aigua no penetrés tan fàcilment. També havia de fer quatre envans de guix i pedra en finestrals assenyalats per l'Ajuntament.

## Bust-reliquiari
El bust-reliquiari de santa Coloma és una obra de l'argenter reusenc Josep Alabardo, construïda en el darrer terç del segle xviii, tallat sobre fust i recobert parcialment amb la planxa d'argent. Porta un vestit ricament decorat, amb tres parelles d'àngels als extrems. A l'extrem hi ha un receptacle d'argent protegit per un vidre, amb la relíquia de la santa.
La corona, d'estil neoclàssic, data de 1831. Té forma del cisell, del qual en surten sis braços a la part superior. Les arracades i el fermall, d'argent i pedres falses, també són del segle xix. El penjoll d'or i robins i diamants és de mitjans del segle xx.

## Història
L'església parroquial primitiva del lloc va ser romànica. L'any 1167, en el testament de Pere de Queralt hi ha una menció expressa a la consagració d'aquest edifici que aleshores encara no s'havia dut a terme. L'indret que apareix mencionat per primer cop el 987 com a afrontació, va assolir al llarg dels segles XIII-XIV un gran desenvolupament. Els Queralt, senyors del lloc, no van ser aliens a aquest fet. El primer edifici devia esdevenir insuficient i la burgesia instal·lada a Santa Coloma va promoure la nova fàbrica. Les obres s'iniciaren pels volts del 1330 i amb més o menys vicissituds van allargar-se fins al segle xvii. L'empresa era ambiciosa i els documents en són testimoni atès que durant períodes molt precisos les obres es van interrompre.

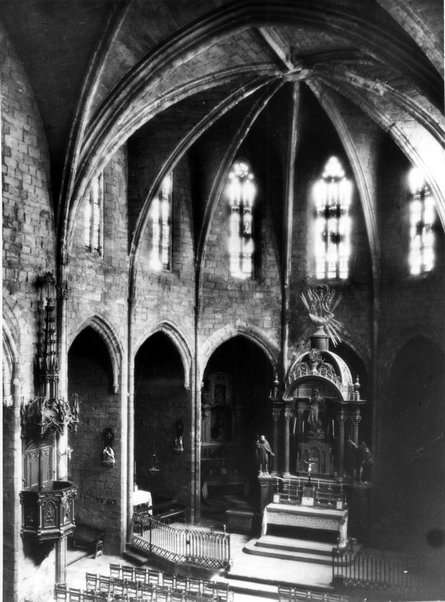
Església parroquial de Santa Coloma de Queralt abans de la crema provocada (1936)

A finals del segle XVI i la primera meitat del segle xvii, la construcció de temple i les construccions adjacents avancen considerablement: inauguració de la portalada renaixentista (1577), adquisició d'una casa annexa per construir-hi la capella de la Puríssima Sang (1624), finalització de la cobertura (1631), reconstrucció del portal de Santa Maria (1635), remat del campanar (1649), i en el terreny escultòric, construcció de quatre retaules (1627-37): del Santíssim Sagrament, de Sant Roc, del Roser i el retaule major, obra de Josep Tramulles i el seu germà Llàtzer.
L'església ha patit dos incendis. El primer va produir-se accidentalment el 27 de desembre de 1731, durant l'assaig d'una representació sobre santa Coloma, provocant la crema de l'altar major dels germans Tramulles, cinc altres altars, l'orgue, la volta del presbiteri, i les vidrieres que havia construït el mestre vitraller Coli de Moraya el 1411. Arran d'aquest incendi, s'encomanà un nou retaule major a Pere Costa (1744), que no s'arribà a construir per manca de diners. A finals del segle xix, el rector Anton Sarral i el prevere Joan Segura impulsen la restauració de la parroquial, consistent en "repicar tot lo interior per fer desaparèixer la cals que embrutabe la pedra, restaurar després les pedres que’l temps havia gastat y finalment obrir de nou los finestrals posanthi vidrieras de colors".
El segon incendi, provocat, va suposar la destrucció de l'altar de Santa Coloma que havia construït el 1901 l'escultor barceloní Miquel Castellanos (24 de juliol de 1936). La imatge de la portalada fou trobada en treure una portalada barroca (any 1939) que hi havia davant la portalada gòtica de l'església parroquial de Santa Coloma de Queralt.